# هيميرثرين

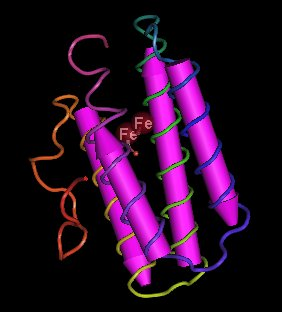
بروتين هيميرثرين أحادي الارتباط بالأكسجين

هيميرثرين أو هيموإرثرين (Hemerythrin تلفظ هيم إِرثرين) هو بروتين قليل الوحدات يعدّ مسؤولاً عن نقل الأكسجين في شعبة اللافقاريات البحرية.
يكون الهيميرثرين والميوهيميرثرين عديمة اللون عندما تكون غير مرتبطة بالأكسجين، وتصبح ذات لون زهري-بنفسجي في حالة الارتباط، وتبلغ الكتلة الجزيئية للبروتين 108 كيلو دالتون (kDa).
تعود تسمية هيميرثرين إلى الإغريقية وذلك من كلمة αίμα (هيم) بمعنى دم، ومن ερυθρός (إروثرو) بمعنى أحمر. وهذا البروتين لا يحوي على الهيم كما قد يوهم الاسم.

## الانتشار
يوجد بروتين الهيميرثرين في كائنات عدة مثل المثيعبيات والقضيبيات وذراعيات الأرجل وفي جنس الديدان المقسمة.

## الوظيفة
إن المركز الفعال في الهيميرثرين يحوي على عنصر الحديد، الذي يشكل معقد هيدروبيروكسيد hydroperoxide، وذلك على العكس من ناقلات الأكسجين الأخرى التي تشكل عادة معقد ثنائي الأكسجين.

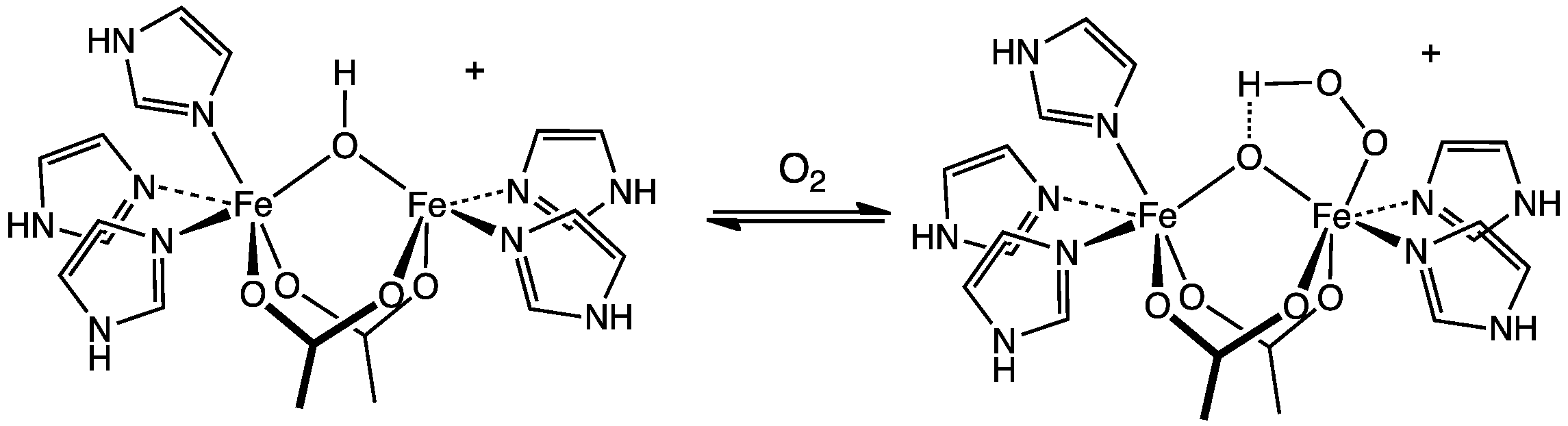
المركز الفعال في الهيميرثرين قبل وبعد الارتباط بالأكسجين (الأكسجة).